# 快速纵队
快速纵队，是1946年至1948年国军以一个步兵师（旅）为骨干，配备战车、炮兵、汽车分队，形成摩托化合成战术兵团。

## 特性
蔣中正於1948年3月的演講中，表示成立快速縱隊的目的，是要用國軍的速度來壓倒共軍的速度。以火力壓倒火力，以速度壓倒速度。因為戰車缺乏零件，要長距離或多次的使用戰車，不切實際。快速縱隊並不是裝甲部隊，而是摩托化的追擊部隊，配屬戰車和裝甲車是為了掩護汽車輸送步兵，擊退解放軍阻擊。達到目的地以後，戰車裝甲車與步砲兵聯合作戰是次要的任務。

## 历史

### 第一快速纵队(1)
1946年9月，以第28军第80师为基干，配属战车第一团第一营（坦克45辆）、4个榴炮营（48门105mm榴弹炮）、1个汽车团，纵队司令官石祖黄（装甲兵教导总队总队长，土木系）。配属马励武第26军。1946年11月初，石祖黄离职，车蕃如继任司令官。12月底，车蕃如离职，由副司令官邹震岳代理。鲁南战役中，於1947年1月4日在峄县以东被华野歼灭。

### 第一快速纵队(2)
1947年11月，以第五军第96师为基干重建。师长邓军林兼任司令官。1947年底编入第70军。淮海战役覆灭。

### 第二快速纵队(1)
1946年9月以胡宗南系第27军第49师为基干组建。装备日式坦克与美式火炮。师长李守正兼任司令官。隶属于王仲廉的整编第26军。1947年4月在豫北攻势中驰援汤阴县，被晋冀鲁豫野战军第三纵队歼灭。毙伤第116团团长郭小英以下1,500余人，司令李守正、副司令蒋铁雄以下3,400人被俘。

### 第二快速纵队(2)
1947年11月，以孙震第47军第125师为基干重建。师长陈仕俊兼任司令官。1948年11月6日在夏邑被歼灭。

### 第三快速纵队(1)
1946年9月，北平行辕以青年军207师傅宗良第1旅为基干组成第三快速纵队。1947年5月调东北改称第二快速纵队，207师师长罗友伦兼任司令官。1948年11月2日在沈阳瓦解。

### 第三快速纵队(2)
1947年5月，以伞兵总队组成第三快速纵队。配属山炮兵营、战车连（赵志华部）、装甲兵连（蒋纬国部）、以及战防炮连、迫炮连、汽车营、工兵连，以增强作战能力。司令官马师恭（伞兵司令）。陆总徐州指挥所直辖。1948年7月豫东战役帝邱店战斗，投入7,000兵力，上校团长郭志持阵亡，上校副参谋长罗国英失踪，损失2,000余人。故取消番号。

### 第四快速纵队
1948年3月，以胡琏第18军第118师为基干组成第四快速纵队，司令官为该师师长尹钟岳。1948年12月在雙堆集戰役覆灭，尹钟岳被俘。